# جان شوارتزمن
جان شواترزمن (انگلیسی: John Schwartzman؛ زادهٔ ۱۸ اکتبر ۱۹۶۰) فیلم‌بردار اهل ایالات متحده آمریکا است. وی دانش‌آموختهٔ دانشگاه کالیفرنیای جنوبی است.
از فیلم‌ها یا مجموعه‌های تلویزیونی که وی در آن‌ها نقش داشته‌است* می‌توان به بنی و جون، گنجینه ملی: کتاب رمز، دنیای ژوراسیک، سیبیسکوت، صخره، تئوری توطئه، آرماگدون، پرل هاربر، ملاقات با فاکرها، شب در موزه: نبرد اسمیتسونین، زنبور سبز، نجات آقای بنکس، ناگفته‌های دراکولا، بنیان‌گذار، پنجاه طیف تاریک‌تر، پنجاه طیف آزادی و مرد عنکبوتی شگفت‌انگیز اشاره نمود.